# Josep Maria Pons i Guri
Josep Maria Pons y Guri (Arenys de Mar, 16 de junio de 1909 - 23 de diciembre de 2005) fue un jurista, historiador, decano de los archiveros catalanes, archivero emérito e hijo predilecto de Arenys de Mar.

## Actividad académica y profesional
Personaje ilustre y una de las mentes más lúcidas en el campo de la investigación de la historia jurídica de Cataluña. Como responsable del Archivo Histórico Fidel Fita de Arenys de Mar pudo desarrollar una tarea loable de investigación a la comarca y, sobre todo, en la zona del antiguo Vizcondado de Cabrera. 
Estudió Filosofía y Letras y Derecho en la Universidad de Barcelona. El año 1931 se especializó en historia del derecho y seis años después encabezaba el depósito de archivos de Manresa. Investigó en los principales archivos de Cataluña y otros del resto del Estado español.
Autor prolífico, Pons y Guri rescató la historia de las instituciones de la Cataluña medieval. También publicó libros en materia de metodología histórica y paleografía. Fue durante años un habitual en los círculos de debate sobre la realidad territorial de la comarca, de la cual negaba la existencia. «El Maresme no existe, es una realidad oficial», decía. En este sentido, cuando surgió la nueva distribución del Maresme, Pons y Guri la aplaudió. «Si ordenamos tal como queremos el área metropolitana crecerá bien. Todo el que se conoce como Bajo Maresme, incluso Mataró, ya es área metropolitana», defendía.
Fue, desde el 1972, miembro correspondiente de la Real Academia Catalana de Bellas Artes de San Jorge.
A pesar de que el reconocimiento de su pueblo no llegó en vida a Josep Maria Pons y Guri, el Ayuntamiento de Arenys de Mar lo nombró archivero emérito e hijo predilecto de la villa, a título póstumo. El historiador, pero, ha sido galardonado en su dilatada vida con la Cruz de Sant Jordi (1987), la Cruz de la orden de Sant Raimon de Penyafort (1989), la medalla de honor del Colegio de Abogados de Barcelona, la de la Universidad Pompeu Fabra y la Medalla del Presidente Francesc Macià (2005). 
Entre las obras publicadas por Pons i Guri destaca Estudi dels pilots (1960), El llibre de la Universitat de la Vila de Blanes (1969), Senyors i pagesos (1978), Entre l'emfiteusi i el feudalisme (1984), Aspectes judicials de la Cort General a l'època medieval (1991), Diari d'uns anys de guerra, 1808-1814 (1993), Quan nasqué, s'emancipà i s'organitzà una vila (1999) i Viatge a l'infern d'en Pere Porter (1999). Ahora bien su obra magna fueron los cuatro volúmenes de Recull d'Història Jurídica Catalana.

## Actividad política
Fue presidente de la Acción Católica y de la Liga Regionalista en Arenys de Mar durante los años treinta y alcalde de Arenys de Mar entre 1952 y 1957.
Durante la Segunda República formó parte del consistorio surgido en las elecciones municipales de 1934 en calidad de alcalde segundo y regidor de Cultura y Asistencia Social. Durante la guerra civil española, pasó la contienda oculto en Barcelona y al mismo Arenys de Mar.
Nombrado alcalde en 1952, incorporó otros antiguos miembros de la Liga Regionalista en el consistorio y convirtió la villa en un espacio de encuentro del monarquismo juanista.
Se enfrentó a su primer teniente de alcalde y primo, Joaquim Doy Guri, alineado con el falangismo, el cual acabó derrotándolo y sucediéndolo.
En 1954 fue diputado provincial hasta su cese. 
Su actividad juanista continuó en los años sesenta.
Durante la transición al actual periodo histórico fue simpatizante de Convergencia Democrática sin llegar a militar. 
A primeros de los años noventa trabajaba como responsable del Archivo Histórico Fidel Fita de Arenys de Mar. 